# Ilona Novák
Ilona Novák, po mężu Popper (ur. 16 maja 1925 w Budapeszcie, zm. 14 marca 2019 tamże) – węgierska pływaczka. Złota medalistka olimpijska z Helsinek. Siostra Évy.
W Helsinkach zwyciężyła w sztafecie kraulowej. Brała udział w IO 48, była mistrzynią Węgier na różnych dystansach. W 1973 została – wspólnie z młodszą siostrą – przyjęta do International Swimming Hall of Fame.

## Starty olimpijskie
Helsinki 1952
- 4 × 100 m kraulem –  złoto